# Sprintvärldsmästerskapen i kanotsport 1981
Sprintvärldsmästerskapen i kanotsport 1981 anordnades i Nottingham i Storbritannien.

## Medaljsummering
| Pl.   | Nation          | Guld | Silver | Brons | Totalt |
| ----- | --------------- | ---- | ------ | ----- | ------ |
| 1     | Sovjetunionen   | 6    | 4      | 2     | 12     |
| 2     | Östtyskland     | 7    | 2      | 2     | 11     |
| 3     | Ungern          | 3    | 3      | 2     | 8      |
| 4     | Rumänien        | 1    | 3      | 2     | 6      |
| 5     | Sverige         | 0    | 2      | 3     | 5      |
| 6     | Polen           | 0    | 2      | 1     | 3      |
| 7     | Norge           | 1    | 0      | 1     | 2      |
| 8     | Jugoslavien     | 0    | 2      | 0     | 2      |
| 9     | Tjeckoslovakien | 0    | 0      | 2     | 2      |
| 10    | Bulgarien       | 0    | 0      | 1     | 1      |
| 11    | Storbritannien  | 0    | 0      | 1     | 1      |
| 12    | Västtyskland    | 0    | 0      | 1     | 1      |
| Total | Total           | 18   | 18     | 18    | 54     |

### Herrar

#### Kanadensare
| Gren        | Guld                                   | Tid | Silver                                           | Tid | Brons                                            | Tid |
| C-1 500 m   | Olaf Heukrodt (GDR)                    |     | Henadz Lisejtjykaŭ (URS)                         |     | János Sarsui Kis (HUN)                           |     |
| C-1 1000 m  | Ulrich Papke (GDR)                     |     | Tamás Buday (HUN)                                |     | Jiří Vrdlovec (TCH)                              |     |
| C-1 10000 m | Tamás Wichmann (HUN)                   |     | Matija Ljubek (YUG)                              |     | Serhij Lymynovytj (URS)                          |     |
| C-2 500 m   | Ungern László Foltan István Vaskúti    |     | Sovjetunionen Edem Muradasilov Vygantas Čekaitis |     | Bulgarien Liubomir Ljubenov Sevdalin Ilkov       |     |
| C-2 1000 m  | Rumänien Ivan Patzaichin Toma Simionov |     | Östtyskland Olaf Heukrodt Uwe Madeja             |     | Sovjetunionen Edem Muradasilov Vygantas Čekaitis |     |
| C-2 10000 m | Ungern Tamás Buday László Vaskúti      |     | Rumänien Ivan Patzaichin Toma Simionov           |     | Tjeckoslovakien Jiří Vrdlovec Petr Kubíček       |     |

#### Kajak
| Gren        | Guld                                                                              | Tid | Silver                                                                                | Tid | Brons                                                                          | Tid |
| K-1 500 m   | Uladzimir Parfjanovitj (URS)                                                      |     | Ion Bîrlădeanu (ROU)                                                                  |     | Lars-Erik Möberg (SWE)                                                         |     |
| K-1 1000 m  | Rüdiger Helm (GDR)                                                                |     | Ion Bîrlădeanu (ROU)                                                                  |     | Einar Rasmussen (NOR)                                                          |     |
| K-1 10000 m | Einar Rasmussen (NOR)                                                             |     | Milan Janić (YUG)                                                                     |     | István Fábián (HUN)                                                            |     |
| K-2 500 m   | Sovjetunionen Uladzimir Parfjanovitj Sergej Superata                              |     | Polen Waldemar Merk Daniel Wełna                                                      |     | Östtyskland Bernd Fleckeisen Frank Fischer                                     |     |
| K-2 1000 m  | Sovjetunionen Uladzimir Parfjanovitj Sergej Superata                              |     | Östtyskland Bernd Fleckeisen Frank Fischer                                            |     | Polen Waldemar Merk Daniel Wełna                                               |     |
| K-2 10000 m | Sovjetunionen Mikalaŭ Astapkovitj Uladzimir Ramanoŭski                            |     | Ungern István Szabó István Joós                                                       |     | Rumänien Ion Bîrlădeanu Nicuşor Eşanu                                          |     |
| K-4 500 m   | Sovjetunionen Ihor Hajdamaka Sergej Krivosjejev Jüri Poljans Aleksandr Vodovatov  |     | Sverige Jens Norqvist Lars-Erik Möberg Per-Inge Bengtsson Thomas Ohlsson              |     | Östtyskland Frank-Peter Bischof André Wohllebe Rüdiger Helm Harald Marg        |     |
| K-4 1000 m  | Östtyskland Rüdiger Helm Frank-Peter Bischof Peter Hempel Harald Marg             |     | Sovjetunionen Serhij Kolokolov Aleksandr Volkovskij Aleksandr Jermilov Mykola Baranov |     | Västtyskland Matthias Seack Andreas Flunker Frank Renner Oliver Seack          |     |
| K-4 10000 m | Sovjetunionen Aleksandr Jermilov Mykola Baranov Serhij Kolokolov Vasilij Silenkov |     | Polen Leszek Jamroziński Andrzej Klimaszewski Ryszard Oborski Zdzisław Szubski        |     | Storbritannien Stephen Brown Christopher Canham Stephan Jackson Alain Williams |     |

### Damer

#### Kajak
| Gren      | Guld                                                                | Tid | Silver                                                                        | Tid | Brons                                                                        | Tid |
| K-1 500 m | Birgit Fischer (GDR)                                                |     | Éva Rakusz (HUN)                                                              |     | Agneta Andersson (SWE)                                                       |     |
| K-2 500 m | Östtyskland Birgit Fischer Carsta Kühn                              |     | Sverige Agneta Andersson Susanne Wiberg                                       |     | Rumänien Agafia Buhaev Maria Ştefan                                          |     |
| K-4 500 m | Östtyskland Birgit Fischer Carsta Kühn Kathrin Stoll Roswitha Eberl |     | Sovjetunionen Natalja Filonitj Larissa Nadviga Inna Zjipulina Ljubov Oretjova |     | Sverige Karin Olsson Agneta Andersson Susanne Wiberg Eva Karlsson (kanotist) |     |